# Seti (padre de Ramsés I)
| C7 | i | i |

| C7 | i | i |

Seti fue un antiguo soldado egipcio a finales de la dinastía XVIII (siglo XIV a. C.), el comandante del ejército, más tarde mencionado como visir en los monumentos de su hijo, el faraón Ramsés I.
Seti, el progenitor de la dinastía XIX, era de una familia militar en el delta del Nilo. Según una teoría, podría ser un enviado real mencionado en las cartas de Amarna como Shuta. Su hermano Khaemwaset fue probablemente Jefe de los Arqueros de Kush Khaemwaset, que se menciona en una estatua que data del reinado de Tutankamón. La esposa de Khaemwaset, Taemwadjsy, era la señora de la casa Jeneret de Amón y probablemente sea la misma Taemwadjsy que era hermana de Huy, virrey de Kush. Entonces, Seti era miembro de una familia muy prominente, y después de que su hijo Paramessu (Ramsés I) fuera elegido por el faraón Horemheb como su sucesor, los descendientes de Seti pasaron a formar una de las dinastías más poderosas de Egipto.
Un fragmento de una estela votiva suya se encuentra ahora en el Instituto Oriental de Chicago (OI 11456). Este fragmento mide 115 cm de ancho y 65-70 cm de alto, su parte superior muestra varias figuras masculinas y femeninas sentadas, pero solo los pies permanecieron intactos. Su parte inferior muestra a tres personas con ropa influenciada por el estilo de Amarna, flanqueadas por Khaemwaset y Ramsés, que aquí se llama Ramose. La inscripción de la estela es: "una ofrenda al ka de Osiris-Seti, Comandante de las Tropas del Señor de las Dos Tierras".